# Styrbjörn-klass
Styrbjörn-klass bestod av två fartyg som skulle användas för utbildning av minsveparbesättningar. Två före detta valfångstfartyg anskaffades från Norge den 2 september 1935. Fartygen visade sig snart vara tämligen odugliga för minsvepning då svepanordningarna var undermåliga, de modifierades, dock utan lyckat resultat. Deras stora djupgående på 4,3 meter bidrog också till att göra dem olämpliga för minsvepning. Då de istället visade sig var mycket sjövärdiga kom de att användas under andra världskriget mestadels för patrullering, men kom även att användas för minutläggning och isbrytning.
Fartyg i klassen
- HMS Starkodder (51)
- HMS Styrbjörn (52)